# Nederlandsche Cacaofabriek

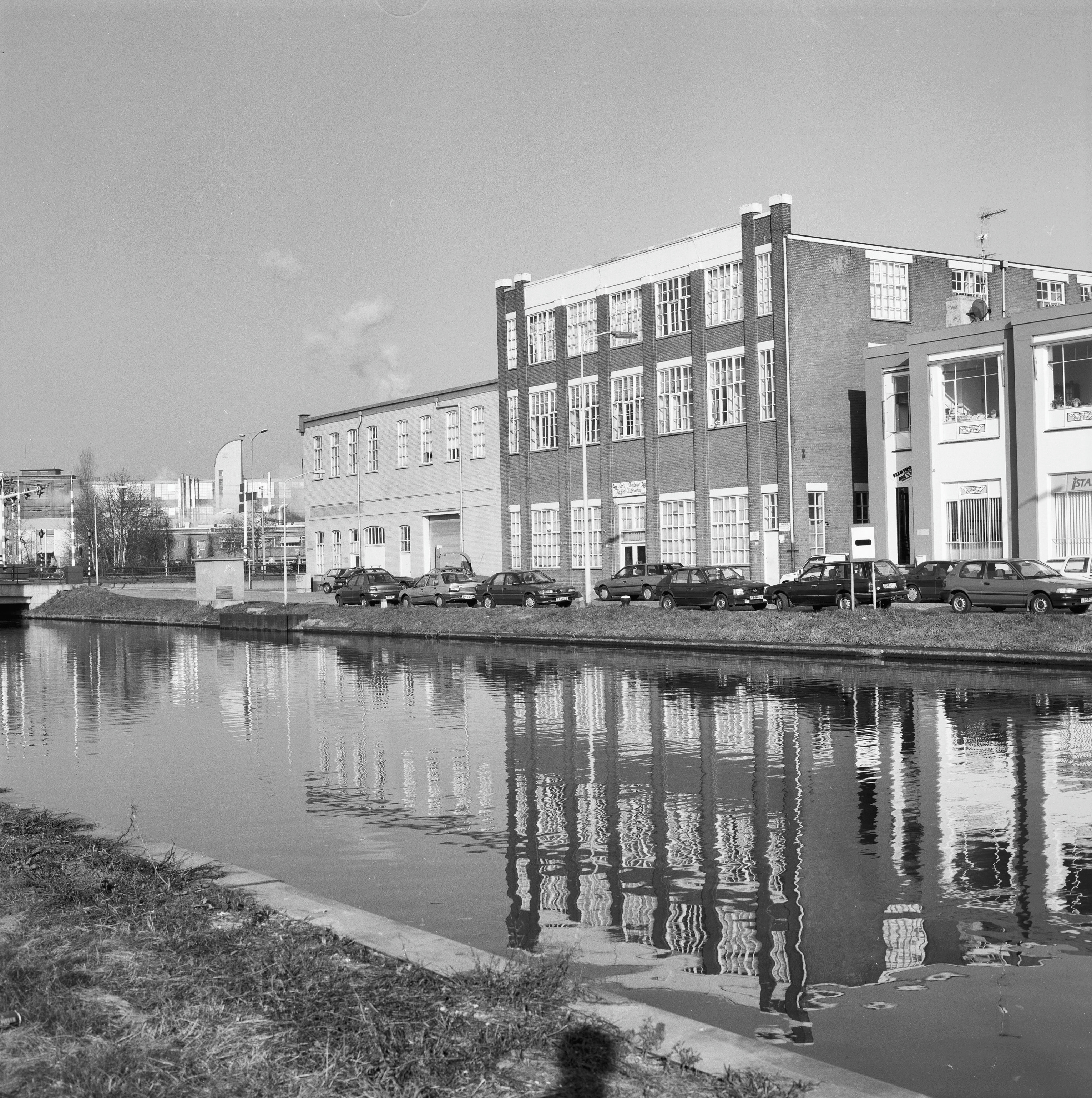
Cacaofabriek, gezien over het kanaal, in 1993

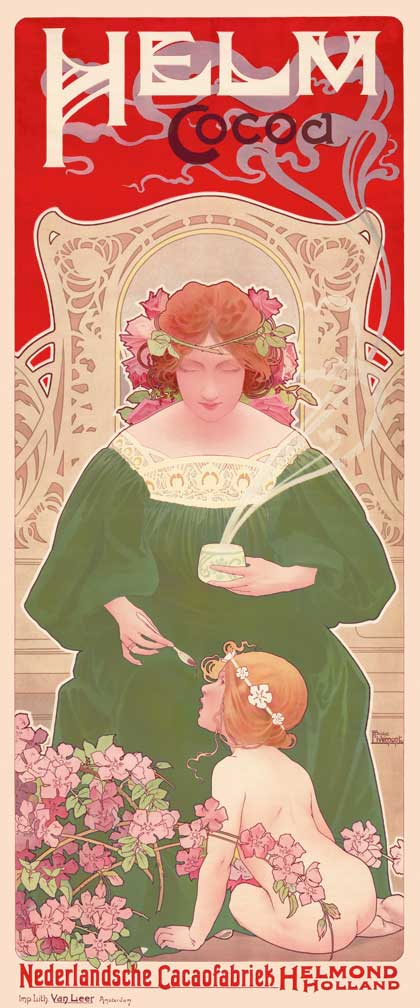
Reclameaffiche door Privat-Livemont, 1899

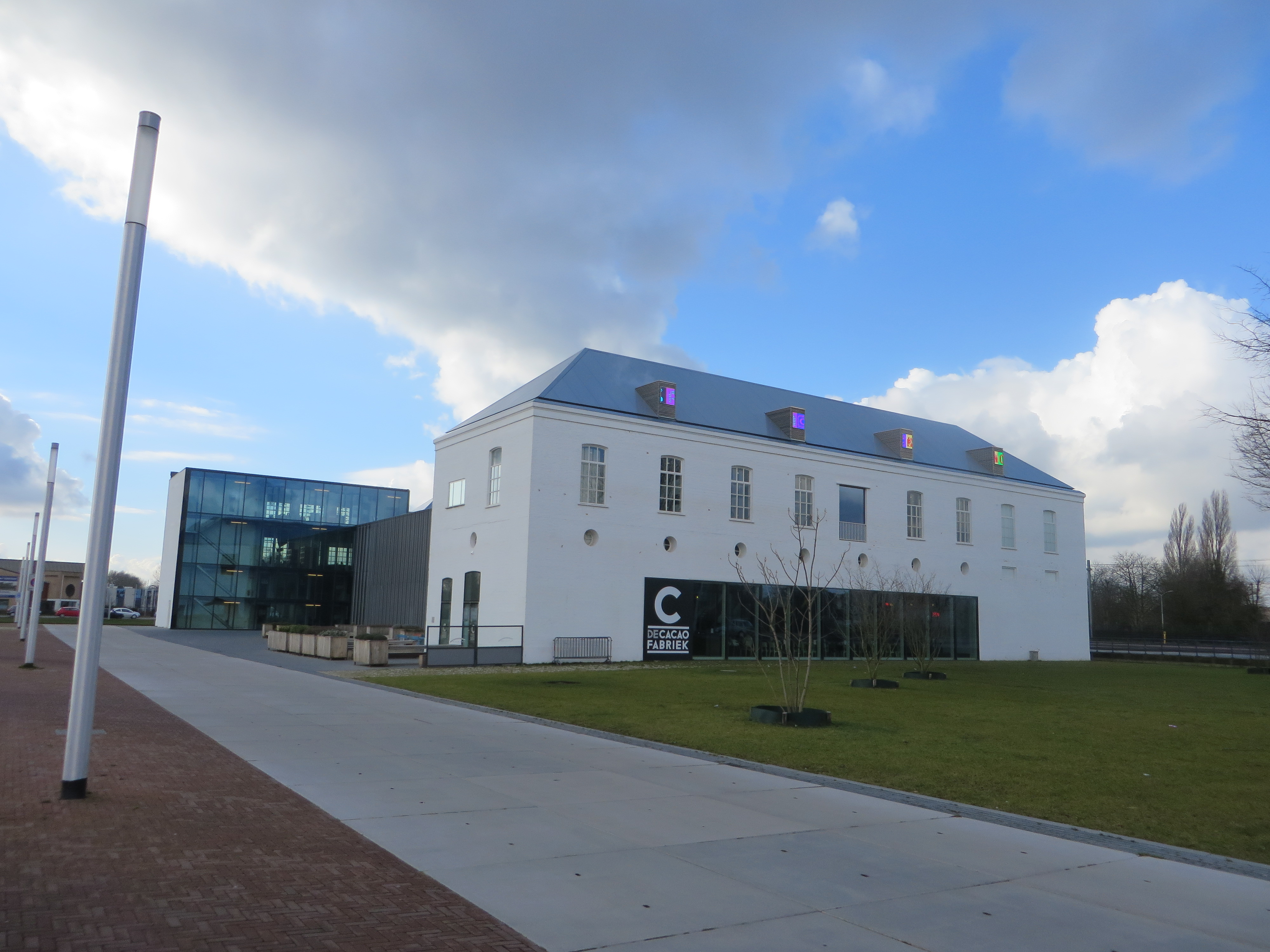
Cacaofabriek, in 2015

De Cacaofabriek is een cultureel centrum in Helmond, dat sinds maart 2014 in deze vorm bestaat. Het is deels gevestigd in de oorspronkelijke gebouwen van de Koninklijke Nederlandsche Cacaofabriek. Deze fabriek produceerde cacaopoeder en chocoladeproducten van 1894 tot 1932. Het centrum is gelegen aan de Zuid-Willemsvaart en de Cacaokade net ten noordwesten van de Suytkade.

## Geschiedenis

### Fabriek
De NV Nederlandsche Cacaofabriek werd in 1894 in Helmond opgericht door een aantal vooraanstaande zakenlieden uit Helmond van protestantse signatuur. Aan de Kanaaldijk Zuid-oost werd een fabriek gebouwd, ontworpen door de Helmondse architect J.W. van der Putten. In 1895 begon men met de productie, met 15 werknemers. Technisch directeur was E. H. Malsch, een zoon van een Duitse roodverversbaas die in Helmond werkzaam was. Malsch leerde het cacaovak onder meer bij Van Houten, gevestigd in Weesp.
Onder de merknaam "Helm-cacao" werd de eerste jaren vooral cacaopoeder voor warme chocolade gemaakt, maar  ook een steeds uitbreidend assortiment "Helm-chocolade" chocolade, bonbons (pralines) etc. De fabriek ontwikkelde zich, en in 1905 werkten er al 100 mensen. In dat jaar verwierf het bedrijf het predicaat "koninklijk".
In 1908 werd de fabriek overgenomen door het Engelse bedrijf Turner.Het bleef succesvolle producten leveren. In 1922 kreeg het bedrijf een nieuwe naam: N.V. Helm Cacao- en Chocoladefabrieken. Ondanks het succes werd de fabriek in april 1932 geliquideerd: Turner ging de productie in Engeland concentreren en 250 arbeiders kwamen op straat te staan. Als reden werden exportbelemmeringen aangevoerd. Nadat de nog aanwezige voorraden werden verwerkt, hetgeen in november 1932 was geschied, kwam aan de bedrijvigheid een einde. Gedurende enkele jaren stond de complete fabriek stil. Pas in 1936 werden het gebouw en de machines verkocht.

### De gebouwen
Het gebouw is een belangrijk voorbeeld van fabrieksarchitectuur uit die tijd. Van belang is de constructie die naast een omhulling van traditionele baksteen uit een ijzeren draagconstructie bestaat, inclusief gietijzeren kolommen door Begemann geleverd. De inrichting was zodanig dat de cacaobonen, via de Zuid-Willemsvaart aangevoerd, eerst op een (later verwijderde) zolder werden opgeslagen. Op de onderliggende verdieping vond het roosten, malen en persen plaats, en de bereiding van chocolade en dergelijke gebeurde op de benedenverdieping.
Het gebouw heeft de eerste jaren na de verkoop in 1936 voornamelijk dienstgedaan als bedrijfsverzamelgebouw. Zo werden er onder meer staalconstructies en meubelen vervaardigd. In 1944 was er een grote brand in het gebouw. Vanaf circa 1954 was het naburige bedrijf Vlisco eigenaar en had er onder meer een staalmagazijn, een bedrijfsschool en een personeelswinkel in gevestigd. Het dochterbedrijf Ramaer had hier ook een eerste onderkomen als producent van printed circuits. Ook is het nog een onderdak voor Spaanse gastarbeiders geweest. Circa 1975 kwam het in handen van de gemeente, er werden onder meer pluimveetentoonstellingen gehouden. De gemeente wilde de gebouwen ten slotte slopen, teneinde de Engelseweg te verbreden. Dit is echter niet gebeurd. Het gebouw werd in 1977 verkocht aan Theo De Gruyter voor natuurstenen meubelfabriek en galerie 't Kooike. Circa 1985 kwam er een afdeling van de sociale werkplaats Helso. Een nieuwe eigenaar bracht er vervolgens verschillende soorten bedrijvigheid in onder.

### Cultureel centrum
Vanaf 1993 vestigde in een deel van het gebouw een aantal kunstenaars vanuit de Stichting Beeldende Kunstenaars Kring Helmond een werk- en expositieruimte, welke in 2000 omgedoopt werd in Stichting de Nederlandsche Cacaofabriek. Er werden tentoonstellingen gehouden, lezingen gegeven en er werden ateliers in gevestigd.
Op 5 januari 2008 brak er brand uit, waarbij een deel van het gebouw, en ook ateliers en kunstwerken, werden verwoest. In 2010 werd het verwoeste deel gesloopt.
In 2013 werd de cacaofabriek verbouwd tot een groot cultureel centrum. In het vernieuwde gebouw is er plek voor exposities (Stichting De Nederlandsche Cacaofabriek), filmzalen (Filmhuis Helmond), een popmuziek-podium en voor creatieve bedrijven, waaronder het Eindhovens Dagblad. In de Popzaal speelden onder andere Jett Rebel, Barry Hay, Nits, Blaudzun, Roxeanne Hazes, SFB en Theo Maassen.